# Слобушниця (заповідне урочище)

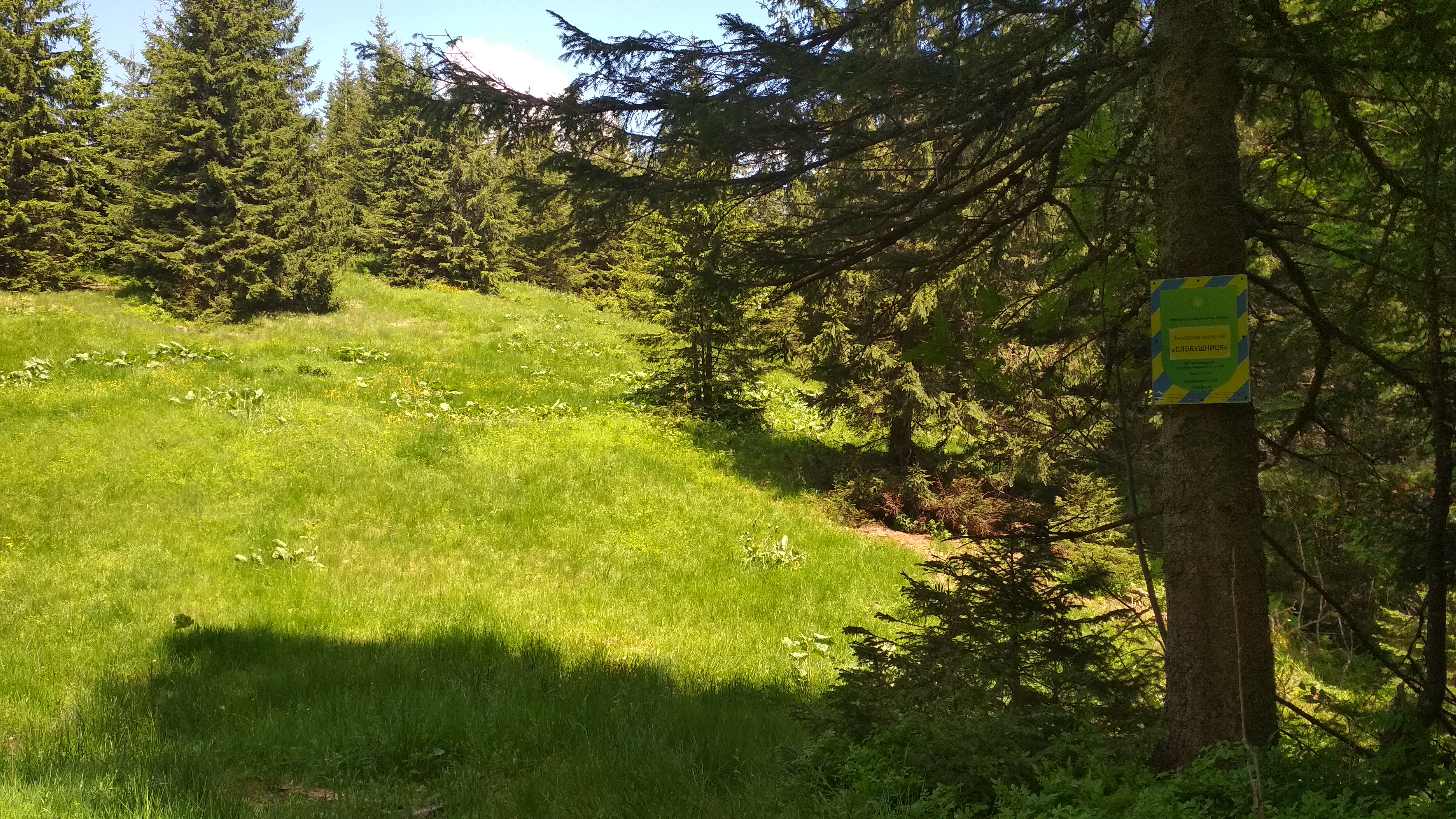
Охоронний аншлаг

Слобушниця — заповідне урочище місцевого значення в Україні. Об'єкт природно-заповідного фонду Івано-Франківської області.
Розташоване на території Рожнятівського району Івано-Франківської області, на південний захід від села Липовиця.
В урочищі протікає гірський потік Невчена.
Площа 15,8 га. Статус присвоєно згідно з рішенням облвиконкому від 19.07.1988 року № 128. Перебуває у віданні ДП «Брошнівський лісгосп» (Суходільське л-во, кв. 34, вид. 14, 15).
Статус присвоєно для збереження високопродуктивних ялинових насаджень.